# Reina Mercedes
Reina Mercedes là một đô thị hạng 5 ở tỉnh Isabela, Philippines. Theo điều tra dân số năm 2007, đô thị này có dân số 21.874 người trong 3.759 hộ.

## Các đơn vị hành chính
Reina Mercedes được chia ra 20 barangay.
| - Banquero - Binarsang - Cutog Grande - Cutog Pequeño - Dangan - District I - District II - Labinab Grande - Labinab Pequeño - Mallalatang Grande | - Mallalatang Tunggui - Napaccu Grande - Napaccu Pequeño - Salucong - Santor - Sinippil - Tallungan - Turod - Villador - Santiago |